# Carlos Agostinho do Rosário
Carlos Agostinho do Rosário (Maxixe, 26 de outubro de 1954) é um economista e político moçambicano, e foi primeiro-ministro de Moçambique desde 2015, tendo sido renomeado em 2020 para um novo mandato e exonerado em 3 de Março de 2022.

## Biografia
Rosário é bacharel em economia pela Universidade Eduardo Mondlane e mestre em economia aplicada pela Universidade de Londres.
Em 1987, foi nomeado para o cargo de Governador da Província da Zambézia e Primeiro-Secretário do Comité Provincial do Partido Frelimo da Zambézia.
Em 1994, foi nomeado para o cargo de Ministro da Agricultura e Pescas.
Em 2002, ocupou a posição de Alto-Comissário da República de Moçambique na Índia e Sri Lanka, uma missão que terminou em 2008. No ano seguinte, foi nomeado embaixador na Indonésia, função que exerceu até ser nomeado, em janeiro de 2015, para o posto de primeiro ministro em substituição de Alberto Vaquina.